# Ibresinskij rajon
L'Ibresinskij rajon (in russo Ибре́синский райо́н?) è un rajon della Repubblica Autonoma della Ciuvascia, nella Russia europea; il capoluogo è l'insediamento di tipo urbano di Ibresi. Istituito il 5 settembre 1944, ricopre una superficie di 1 201 chilometri quadrati e ospita una popolazione di 20 699 abitanti. In ordine di popolazione il secondo centro della regione è Buinsk.
Il rajon è suddiviso in 2 insediamenti di tipo urbano e 11 insediamenti rurali.